# Бордър териер
Бордър териерът (от англ. border – граница) е порода куче от групата на териерите.

## Произход
Породата е селектирана в граничния район между Англия и Шотландия. Тя е трябвало да подпомогне борбата срещу лисиците, които създавали много проблеми на местните скотовъдци. Бордър териерът е официално признат през 1920 г.

## Описание
Бордър териерът е неголямо по размери куче. Височината му е около 25 см, тегло варира от 6 до 7 кг. Главата при тези кучета е подобна на тази при видрата, муцуната е къса, захапката е ножицовидна. Очите им са тъмни. Ушите са малки, V-образни, наклонени напред. Козината може да бъде с различен цвят.

## Характер
Много жизнен, безжалостен по време на лов, но ласкав и покорен у дома. Бордър териерът се отнася дружелюбно към децата.

## Предназначение на породата
Това е типичен териер, неуморим, енергичен и силен. В продължение на десетилетия породата е била използвана единствено като ловец на лисици. Подобно на повечето други териери, бордър териерът постепенно „се преквалифицира“ в домашно декоративно куче, което тези дни е особено ценно заради своя характер и способност да се приспособява към всякакви условия на живот.